# Maquira coriacea
Maquira coriacea là một loài thực vật có hoa trong họ Moraceae. Loài này được (H.Karst.) C.C.Berg mô tả khoa học đầu tiên năm 1969.